# 中国财政 (杂志)
《中国财政》创刊于1956年，是中国大陆经济类半月刊，编辑部位于北京市。
《中国财政》在2018年被中华人民共和国国家新闻出版广电总局新闻报刊司评为2017年全国“百强报刊”。